# Once a Thief
Once a Thief és una pel·lícula de crims estatunidenca de 1965 dirigida per Ralph Nelson i protagonitzada per Alain Delon, Ann-Margret, Van Heflin i Jack Palance. El guió està basat en una novel·la de Zekial Marko.
Nelson va guanyar el premi OCIC al Festival Internacional de Cinema de Sant Sebastià 1965 en el que fou exhibit com a part de la selecció oficial.

## Sinopsi
L'exconvicte Eddie Pedak (Delon) tracta de portar una vida normal a San Francisco amb una dona lleial (Ann-Margret), una filla i un treball estable. Molt a pesar seu, també té un detectiu de policia (Heflin) i un germà (Palance) que li compliquen la vida.
El policia, Mike Vido, està amargat per haver rebut un tret d'Eddie durant un robatori. Aviat ha tornat a arrestar Eddie de nou injustament per un altre robatori, però es veu obligat a exonerar els càrrecs i alliberar-lo.
Tanmateix Eddie perd la seva feina a causa de la detenció. La seva dona Kristine necessita una feina en una discoteca discreta. Desesperat, Eddie finalment accepta l'oferta del seu persistent germà Walter de participar en un gran cop. Walter té un parell de còmplices, Sargatanas i Shoenstein.
Els lladres fugen amb un milió de dòlars en productes robats, tret de Walter, que és mort. Eddie és sol al camió amb al mercaderia robada, així que Sargatanas decideix segrestar Kristine i mantenir-la fins que li entregui la mercaderia.
Vido investiga i es convenç que Eddie era encarregat de la feina original que va deixar ferit al policia. Quan arriba per ajudar Eddie en un enfrontament amb els altres lladres, Eddie acaba mort intentant protegir-lo.

## Repartiment
- Alain Delon - Eddie Pedak
- Ann-Margret - Kristine Pedak
- Van Heflin - Mike Vido
- Jack Palance - Walter Pedak
- John Davis Chandler - Sargatanas
- Tony Musante - Shoenstein
- Jeff Corey - Lt. Kebner
- Steve Mitchell - Frank Kane

## Producció
La història es va basar en les experiències personals del guionista Zekial Marko; Havia escrit la novel·la The Big Grab, que va ser adaptada a Mélodie en sous-sol, un gran èxit de Delon. Once a Thief es basava en la novel·la de Marko Scratch a Thief i aquest va ser el seu primer guió. Marko va tenir un petit paper a la pel·lícula i va passar temps a la presó amb acusacions penals durant el rodatge.

## Recepció crítica
A. H. Weiler de the New York Times va escriure que la pel·lícula no era tan bona com altres similars del gènere, però va elogiar la precisió del seu diàleg de mafiosos:
| « | El melodrama pot ser dur, lacònic i carregat de sensació de desgracia, però no és ni una innovació ni una millora en el tema del gangster amb un cor d'or que l'ha precedit ..... [El guionista] va proporcionar un guió generalment fort i punyent, el llenguatge sona com el que utilitzen els pistolers, els addictes a estupefaents i hipsters dels baixos fons de San Francisco. | » |

La pel·lícula no va tenir èxit a taquilla.